# John Hedley Thorton Priestman
John Hedley Thorton Priestman, britanski general, * 1885, † 1964.